# Cape Maclear
Cape Maclear, einheimischer Name Chembe, ist ein Dorf in Malawi nordwestlich von Monkey Bay am Ufer des Malawisees. 

## Geographie
Cape Maclear liegt im Distrikt Mangochi in der Verwaltungsgliederung Southern Region. Er liegt auf der Halbwinsel Nankumba am südlichen Ufer des Malawisees. Über die Landstraße T378, die quer durch den die Halbinsel umfassenden Malawisee-Nationalpark führt, ist Cape Maclear an Monkey Bay angebunden. Dem Ort vorgelagert sind die Inseln Domwe, Thumbi West und Mumbo.

## Geschichte
Die Region, in der Cape Maclear heute liegt, wurde aus europäischer Sicht 1859 von David Livingstone entdeckt, der sie nach dem mit ihm befreundeten Astronomen Thomas Maclear benannte.

## Wirtschaft
Tourismus und Fischerei sind die beiden bedeutendsten Wirtschaftsfaktoren am Ort. Anfang der 2000er-Jahre war Chembe dabei ein beliebtes Ziel für Rucksacktouristen. Westlich des Dorfes liegt der Malawisee-Nationalpark. Zwei Tauchbasen befinden sich direkt am Strand. Es existiert ein privat geführtes Krankenhaus, das die Einheimischen versorgt. 